# Il lupo (film 1917)
Il lupo è un film muto italiano del 1917 diretto da Giulio Antamoro.